# Лип (притока Сіви)
Лип (рос. Лып) — річка в Пермському краї (Великососновський район) та Удмуртії (Шарканський і Воткінський район), Росія, права притока Сіви.
Починається на північній околиці села Лип-Селяни Шарканського району. Протікає на південний схід до села Старий Лип, потім повертає на південь і тече так до села Самольот. Далі знову протікає на південний схід. Впадає до Сіви трохи нижче села Підгірний. Похил річки становить 2,9 м/км.
Русло нешироке, в нижній течії меандруюче. В селах Гурино, Старий Лип та Кожино збудовано ставки (останній площею 0,1 км²). Приймає декілька дрібних приток, найбільшою з яких є права Малий Лип.
Над річкою розташовані села:
- Шарканський район — Лип-Селяни, Бородулі;
- Великососновський район — Старий Лип, Кожино;
- Воткінський район — Дубровино, Самольот, Підгорний.